# Campbellsville
Campbellsville es una ciudad ubicada en el condado de Taylor en el estado estadounidense de Kentucky. En el Censo de 2010 tenía una población de 9108 habitantes y una densidad poblacional de 686,3 personas por km².

## Geografía
Campbellsville se encuentra ubicada en las coordenadas 37°20′39″N 85°20′48″O / 37.34417, -85.34667. Según la Oficina del Censo de los Estados Unidos, Campbellsville tiene una superficie total de 13.27 km², de la cual 12.96 km² corresponden a tierra firme y (2.34%) 0.31 km² es agua.

## Demografía
Según el censo de 2010, había 9108 personas residiendo en Campbellsville. La densidad de población era de 686,3 hab./km². De los 9108 habitantes, Campbellsville estaba compuesto por el 86.39% blancos, el 9.52% eran afroamericanos, el 0.11% eran amerindios, el 0.57% eran asiáticos, el 0.08% eran isleños del Pacífico, el 0.96% eran de otras razas y el 2.38% pertenecían a dos o más razas. Del total de la población el 2.09% eran hispanos o latinos de cualquier raza.